# We Are Standard
We are standard, també anomenada WAS, va ser una banda música de Getxo (Biscaia) en actiu del 2002 al 2019. El seu estil estava entre el punk, el dance rock i el pap electrònic, segons el grup era akelarre-rave. Progressivament la músiva va anar perdent el so de la guitarra mentre avançava el dels sintetitzadors.
Van aparèixer amb el nom Standard però el van haver de canviar perquè hi havia una banda americana amb el mateix nom. La banda estava formada per Deu Txakartegi, Jon Aguirrezabalaga, Javi Leta, D.W. Farringdon i Juan Escribano.
El grup va publicar cinc discos i diversos recopilatoris.